# Willy Schlüter
Willy Schlüter (voller Name: Friedrich Wilhelm Martin Schlüter, Pseudonyme Pico und Samitasa) (* 18. Juli 1873 in der Hamburger Neustadt; † 5. November 1935 in Mengerskirchen) war ein deutscher Autor und Vortragsredner. Ab 1903 wirkte er für mehrere Jahre als Amanuensis bei Ferdinand Tönnies in Eutin. Spätestens ab 1933 zeigten Schlüters Schriften deutlich antisemitische Züge.

## Leben
Schlüter wurde als siebtes Kind von Friedrich Heinrich Schlüter und dessen Ehefrau Anna Schlüter (geb. Albers) in der Hamburger Neustadt geboren. Sein Vater, ein Bauernsohn aus der Lüneburger Heide, war in Hamburg anfangs Lastträger gewesen und hatte es zum Betrieb eines eigenen Fuhrwerks gebracht. Die Mutter war Tochter eines Elbschiffers. Nach dem Umzug der Eltern wuchs Schlüter in Hamburg-Rothenburgsort auf und besuchte von 1884 bis 1889 eine Höhere Bürgerschule, die er mit dem Einjährigen abschloss. Seinen Wunsch nach weiterer schulischer Ausbildung und Studium erfüllten die Eltern nicht. Stattdessen wurde er Postgehilfe im Fernsprechvermittlungsamt Hamburg-Hammerbrook. Nach sechs Jahren, am 1. September 1895, schied er auf eigenen Wunsch aus dem Postdienst aus. Ein älterer Bruder verschaffte ihm bald darauf eine Stelle als Kaufmannsvolontär bei einer Weinhandlung in der Hamburger Altstadt. Da Schlüter während des Hamburger Hafenarbeiterstreiks vierzehn Tage im Geschäft fehlte, weil er agitiert und Streikposten gestanden hatte, wurde er entlassen. 1897 arbeitete er dann noch wenige Monate als Hilfskraft in Büros und konzentrierte sich danach ausschließlich auf sein publizistisches und philosophischen Werk. Schlüter war zweimal verheiratet, beide Ehen litten unter den prekären ökonomischen Bedingungen, die sein Lebensstil seit 1897 mit sich brachte.
Gleich nach seiner Anstellung bei der Post hatte sich Schlüter bei einem Bücherkarren preiswerte Ausgaben antiker Philosophen und Dichter sowie einiger Dramen Shakespeares beschafft und ein autodidaktisches Studium begonnen. Besonders vom griechischen Skepktiker Lukian zeigte er sich beeindruckt. Ab 1897 wagte er sich mit Vorträgen an die Öffentlichkeit, seine ersten Artikel erschienen bereits 1895 unter Pseudonym im Hamburger Echo.
Seinen Vortrag Nietzsche als Mystiker, den er am 22. September 1897 in der Hamburger Theosophischen Gesellschaft gehalten hatte, veröffentlichte Gustav Landauer in der literarischen Beilage der Zeitung Der Sozialist. Bis zum April 1898 erschienen dort mindestens zehn weitere Artikel Schlüters, bezeichnende Titel seiner Texte waren: Die Erlösung von der Rachsucht, Seelenadel neben Geistesadel, Jesus und Zarathustra.

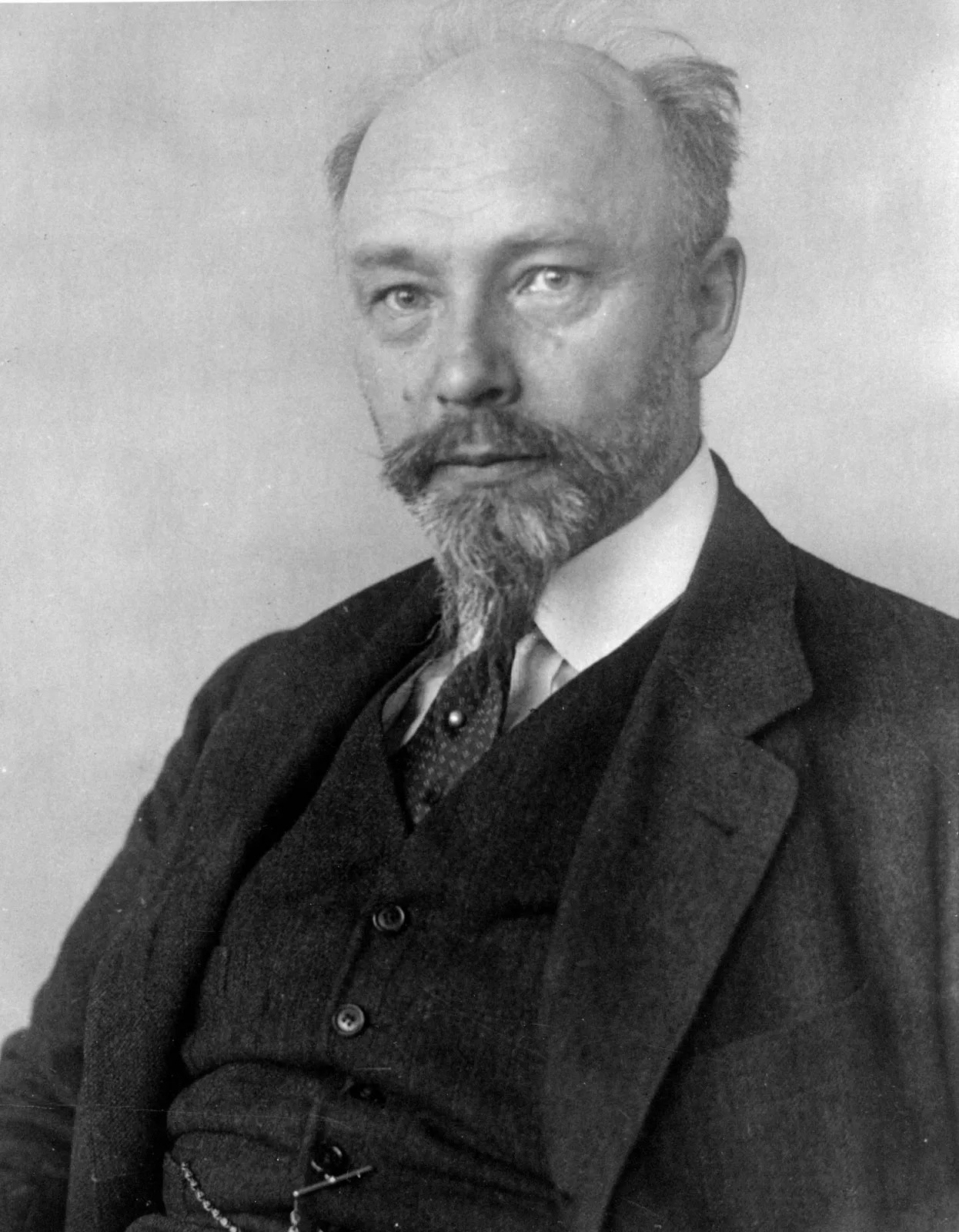
Hermann Graf Keyserling, er nannte Schlüter erst ein „Genie“, dann einen „Sakralstrolch“.

Seither, bis zum Ende seines Lebens, war Schlüter (fast immer kurzfristig und häufig ohne Bezahlung) als Vortragsredner, Autor und Redakteur für diverse lebensreformerische, neureligiöse und völkische Sekten und Verbände tätig. Dabei kam es beispielsweise zur Zusammenarbeit mit Walther Wilhelm (Reichspartei des deutschen Mittelstandes), Othmar Spann (Theoretiker des Ständestaates) und Hermann Graf Keyserling. Keyserling nannte Schlüter in einem Artikel der Vossischen Zeitung „zweifellos ein Genie“. 1925 änderte Keyserling seine Meinung und bezeichnete Schlüter, der ihn (wie auch andere) unverblümt angebettelt hatte, einen „Sakralstrolch“. Ferdinand Tönnies dagegen unterstützte Schlüter durchgehend und reagierte bis zu dessen Tod mit finanziellen Zuwendungen auf die Bettelbriefe.

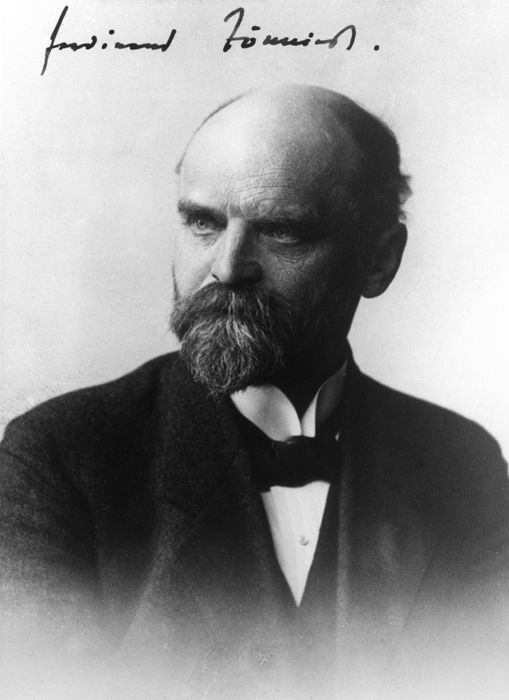
Ferdinand Tönnies, ihm diente Schlüter einige Jahre als Amanuensis.

Der persönliche Kontakt mit Tönnies begann 1899, als Schlüter ihn in seiner Altonaer Wohnung besuchte, 1900 folgten mehrere Besuche, bei denen sich Schlüter als Schüler verstand. Doch bereits zu diesem Zeitpunkt wird deutlich, dass Schlüter Tönnies’ typologische Analyse (Gemeinschaft und Gesellschaft) für eine neue Metaphysik popularisieren wollte. Nachdem Tönnies 1901 nach Eutin umgezogen war, intensivierte sich der Kontakt. Tönnies berichtete 1922 rückblickend: „Als Amanuensis war mir hier mehrere Jahre lang Willy Schlüter ein treuer Gefährte.“  Auch nach dem Ende der Zusammenarbeit schrieb Schlüter regelmäßig Briefe an den Kieler Soziologen, in denen er seine Projekte beschrieb und in denen sich „narzisstischer Größenwahn“  zeigte, er sah sich mit Tönnies längst auf Augenhöhe.
1933 besuchte Schlüter seinen Freund Karl Brunner, der in der Weimarer Republik mit einer überzogenen Kampagne gegen Schund- und Schmutzliteratur gescheitert war und auf Anerkennung durch die nun regierenden Nationalsozialisten hoffte. Bei diesem Besuch verfasste Schlüter eine biografische Würdigung Brunners, die erst 1937 erschien. In dieser Schrift wird deutlich, dass Schlüter den neuen Staat begrüßte. Ganz in nationalsozialistischer Diktion brandmarkt er das „jüdische Schund- und Schmutzkapital“. Jüdische Juristen und Journalisten hätten die hehren Bestrebungen Brunners verunglimpft. Namentlich die „Juden- und Judengenossen“ Stefan Großmann, Wolfgang Heine, Siegfried Jacobsohn, Alfred Kerr, Hans Kyser, Carl von Ossietzky und Kurt Tucholsky wurden von Schlüter angegriffen.
Christoph Knüppel fragt in der Einleitung seiner ausführlichen biografischen Darstellung, was Tönnies bewogen haben mag, Schlüters publizistische Karriere erst zu fördern, ihn später finanziell zu unterstützen und die Beziehung bis zu dessen Lebensende aufrechtzuerhalten. Er vermutet, dass Tönnies bis in die Zeit der Weimarer Republik hinein eine völkisch-lebensreformerische Ausdeutung seiner soziologisch fundierten Geschichtsphilosophie zumindest geduldet hat.

## Schriften (Auswahl)
- Psychosophisches Skizzenbuch. Hermann Walther, Berlin 1901, OCLC 253137948. (Zweite Auflage als: Der Sonne entgegen! Psychosophie oder evolutive Theosophie. Karl Rohm, Lorch 1904, OCLC 953317774)
- Warum denn sterben? Eine Kritik der Todeslehre. Excelsior-Verlag, Leipzig 1911, OCLC 66541912.
- Deutsches Tat-Denken. Anregungen zu einer neuen Forschung und Denkweise. O. Laube, Dresden 1919, OCLC 906510959.
- mit Walther Wilhelm: Die Mission des Mittelstandes. 99 Thesen für das schaffende Volk. Laube, Dresden 1925, OCLC 247072841.
- Führung. Die Fundamente des Tuns und Führens. 2 Bände. Meiner, Leipzig 1927, OCLC 1995383.
- mit Walther Wilhelm: Vom Geist der deutschen Stände. List, Leipzig 1936, OCLC 72389748.
- Lebensfragen Deutscher Artung im Spiegel des Lebenswerkes Karl Brunners. Haus Seefried, Prien am Chiemsee 1937, OCLC 72103802.
- Willy Schlüters deutscher Glaube. Ein Willy Schlüter-Brevier. Herausgegeben von Ewalt Kliemke. Wernitz, Berlin 1937, OCLC 72103800.